# 梁立基
梁立基（1927年12月10日—2023年2月28日），男，广东梅县人，生于荷屬東印度万隆市，中国印尼语言文学家，曾任中国致公党中央委员会常务委员。